# Tuffi ai campionati mondiali di nuoto 2022 - Piattaforma 10 metri sincro misti
La gara dei tuffi dalla piattaforma 10 metri sincro misti dei campionati mondiali di nuoto 2022 è stata disputata il 1º luglio 2022 presso la Duna Aréna di Budapest. La gara si è svolta a partire dalle ore 19:00 e vi hanno preso parte 9 coppie di atleti provenienti da altrettante nazioni, ognuna delle quali ha eseguito una serie di cinque tuffi.
La competizione è stata vinta dalla coppia cinese Duan Yu e Ren Qian, mentre l'argento e il bronzo sono andati rispettivamente agli ucraini Oleksij Sereda e Sofija Lyskun e agli statunitensi Carson Tyler e Delaney Schnell.

## Risultati
| Pos.    | Nazione       | Atleti                                       | Punti  |
| ------- | ------------- | -------------------------------------------- | ------ |
| Oro     | Cina          | Duan Yu Ren Qian                             | 341,16 |
| Argento | Ucraina       | Oleksij Sereda Sofija Lyskun                 | 317,01 |
| Bronzo  | Stati Uniti   | Carson Tyler Delaney Schnell                 | 315,90 |
| 4       | Germania      | Lou Massenberg Elena Wassen                  | 286,38 |
| 5       | Italia        | Eduard Timbretti Gugiu Sarah Jodoin Di Maria | 269,34 |
| 6       | Cuba          | Carlos Ramos Anisley García                  | 263,91 |
| 7       | Corea del Sud | Yi Jaeg-yeong Cho Eun-bi                     | 249,39 |
| 8       | Francia       | Gary Hunt Jade Gillet                        | 246,39 |
| 9       | Australia     | Domonic Bedggood Melissa Wu                  | 243,12 |